# Подлесье (Тернопольская область)
Подлесье (укр. Підлісся) — село в Бучачской городской общине Чортковского района Тернопольской области Украини.
До 2020 года входило в Бучачский район.
Код КОАТУУ — 6121285405. Население по переписи 2001 года составляло 422 человека.

## Географическое положение
Село Подлесье находится на левом берегу реки Стрыпа,
выше по течению примыкает село Подзамочек,
ниже по течению на расстоянии в 1 км расположено село Пышковцы,
на противоположном берегу — город Бучач.
Через село проходит автомобильная дорога Т-2001.

## История
- Село известно с XIX века.

## Объекты социальной сферы
- Школа I—II ст.
- Детский сад.
- Клуб.